# Volnuhîne, Lutuhîne
Volnuhîne (în ucraineană Волнухине) este localitatea de reședință a comunei Volnuhîne din raionul Lutuhîne, regiunea Luhansk, Ucraina.

## Demografie
Componența lingvistică a localității Volnuhîne
     Ucraineană (83,01%)
     Rusă (14,67%)
     Alte limbi (0,39%)
Conform recensământului din 2001, majoritatea populației localității Volnuhîne era vorbitoare de ucraineană (83,01%), existând în minoritate și vorbitori de rusă (14,67%).